# Flavoprotéine de transfert d'électrons
Pour les articles homonymes, voir ETF.

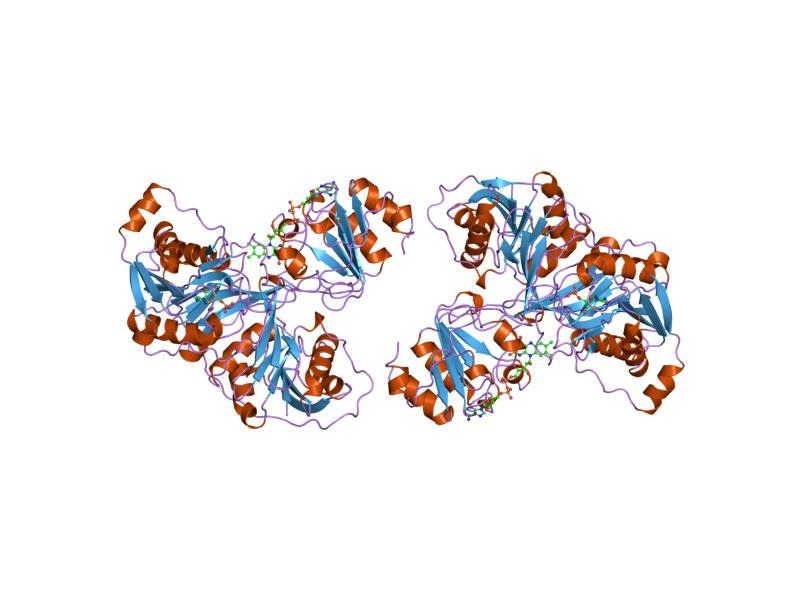
flavoprotéine de transfert d'électrons (etf) de paracoccus denitrificans

Une flavoprotéine de transfert d'électrons (ETF, pour electron-transferring flavoprotein) est une flavoprotéine intervenant comme accepteur d'électrons de déshydrogénases de la chaîne respiratoire, notamment de l'ETF déshydrogénase. On distingue les ETF du groupe I, qui interviennent essentiellement dans l'oxydation des acides gras, et les ETF du groupe II, produites par certains procaryotes soumis à des conditions de croissance particulières et qui reçoivent leurs électrons de substrats spécifiques.
Les flavoprotéines de transfert d'électrons sont des protéines hétérodimériques constituées d'une sous-unité alpha ETFA et d'une sous-unité bêta ETFB. 
Elles contiennent du FAD et de l'AMP comme cofacteurs,. 

## Structure
Elles comprennent trois domaines : 
1. les domaines I et II sont formés respectivement par les extrémités N-terminale et C-terminale de la sous-unité alpha
2. le domaine III est formé par la sous-unité bêta.

Les domaines I et III présente un mode de repliement sandwich alpha–bêta–alpha pratiquement identique tandis que le domaine II présente un sandwich alpha–bêta–alpha semblable à celui des flavodoxines bactériennes. 
Le FAD est fixé dans une crevasse entre les domaines II et III tandis que la molécule d'AMP est liée au domaine III. 
Les interactions entre les domaines I et III stabilisent la protéine en formant un bol peu profond dans lequel se trouve le domaine II.
LYRM5, un membre de la superfamille des protéines LYRM, déflaine l’ETF en interagissant à la fois avec ETFA et ETFB. Cela déstabilise le site de liaison du FAD, entraînant la libération du FAD et, par conséquent, la perturbation du transfert d’électrons.

## Pathologie
Une mutation des ETF est à l'origine d'une maladie génétique, l'acidémie glutarique type 2 (en), empêchant le transfert normal des électrons du FADH2 à la chaîne respiratoire.